# Waldkirche (Lenggries)

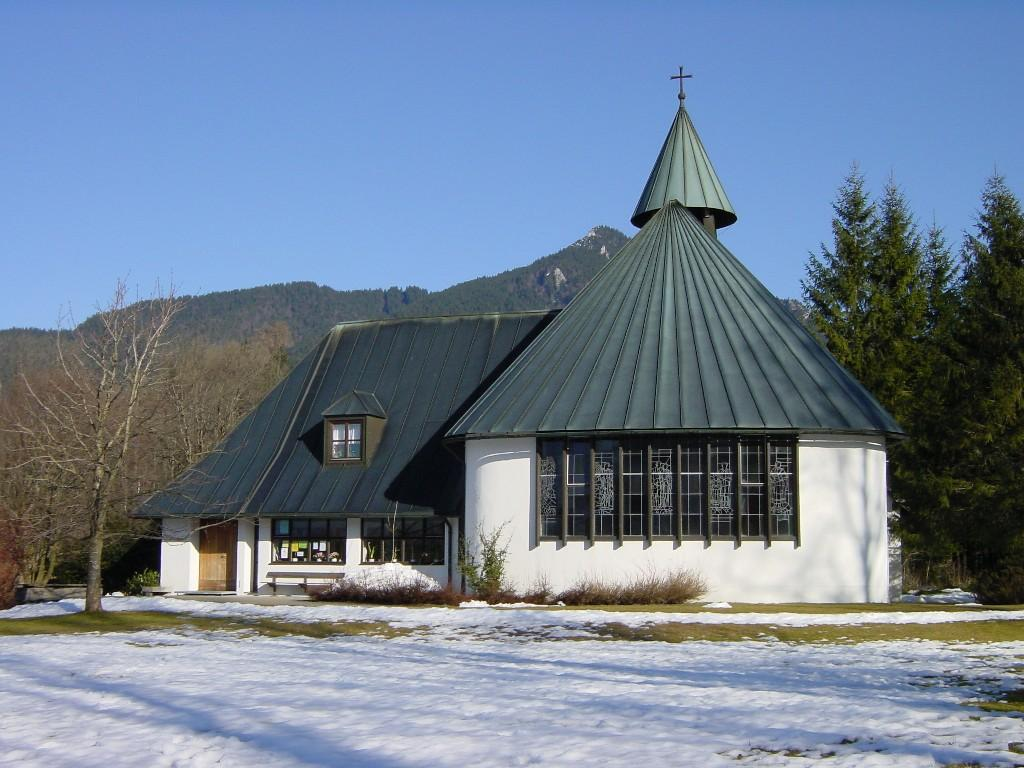
Waldkirche (Ansicht von Westen)

Die Waldkirche in der oberbayerischen Gemeinde Lenggries ist die evangelisch-lutherische Kirche des Ortes. Sie wurde in den Jahren 1953/54 nach Plänen des Münchener Architekten Franz Alfred Gürtner errichtet.

## Vorgeschichte und Planung
Bevor die Kirche 1954 etwas außerhalb der Ortschaft erbaut wurde, dienten unter anderem große Schulsäle, Schlosskapellen und Gaststätten für Gottesdienste der evangelisch-lutherischen Gemeinde des Ortes. Am 11. März 1951 wurde auf einer Gemeindeversammlung erstmals über einen geeigneten Platz für den Neubau einer Kirche und die Gründung eines Kirchbauvereins gesprochen. Daraufhin gründeten die 900 Mitglieder der Kirchengemeinde des Ortes am 14. April 1951 den Evangelischen Kirchenbauverein. Am 29. Dezember desselben Jahres folgten Besprechungen über den Kirchbau mit Mitgliedern des Kirchenvorstandes. Am 5. November 1952 wurden auf der Jahresversammlung des Vereines das Bauprojekt beschlossen. Am 22. Februar 1953 fand eine Besprechung mit dem Münchener Architekten Franz Alfred Gürtner statt. Drei Monate später wurde am 14. Mai der auch der Bauplatz mit 21:6 Stimmen beschlossen.
Am 25. Juni 1953 wurden erstmals konkrete Planungen abgehalten. Mit dem Architekten und der Erdinger Glockengießerei fand eine Besprechung über die zukünftigen Glocken für die neue Lenggrieser Kirche statt. Ein paar Tage später folgte eine Besprechung beim Kreisbauamt und Landbauamt mit dem Architekten über den anstehenden Kirchbau.

## Bau und Einweihung
Am 11. Oktober 1953 fand eingeleitet von einem Festzug zum Bauplatz der Waldkirche die Grundsteinlegung statt. Am 5. Februar 1954 wurden in München weitere Besprechungen mit dem Landeskirchenmusikdirektor Friedrich Högner (Orgel) und dem Kunstmaler Reinhard Fritz über die Ausstattung des Innenraums der Kirche abgehalten.
Am 22. August 1954 wurde die Waldkirche durch Oberkirchenrat Bezzel geweiht. Der Tag begann mit einer Abschiedsfeier an alter Stätte  und einem Festzug ins neue Gotteshaus. Ab 1964 gab es in Lenggries eine eigene Pfarrstelle, die mit Pfarrer Hans Pfalzer besetzt wurde.

## Bauwerk und Glocken
Die Kirche wurde von dem Architekten Franz Alfred Gürtner geplant und besteht aus einem großen ovalen Kirchensaal, einer kleinen, südlich angebauten Sakristei und einem kleinen Gemeindesaal in Richtung Osten. Im Keller befindet sich noch der Kinder- und Jugendraum. Die Kirchenfenster sind nach Westen ausgerichtet.
Im Jahre 1975 wurde die Kirche unter Pfarrer Burghard Siede umgebaut, die Planung übernahm Architekt Franz Riepl aus Graz. Er plante den Innen- sowie den Außenumbau, um so bauliche Mängel zu beheben und auch die Nutzungsmöglichkeiten zu verbessern. Bauliche Mängel waren: fehlende Kellerisolierung und lockere Dachziegel. Vorteile durch den Umbau waren: ein gemeinsamer Eingang für Kirche, Gemeinderaum, Jugendräume, eine etwas größere Hausmeisterwohnung und ein zusätzlicher Jugendraum im Keller. Diese Baumaßnahmen wurden zum größten Teil im selben Jahr fertiggestellt.
Im Glockenturm befinden sich zwei von der Erdinger Glockengießerei hergestellte Glocken.

## Ausstattung
Wie viele Evangelisch-Lutherische Kirchen, ist sie schlicht ausgestattet. Der Altar ist ein rechteckiger gemauerter Klotz mit einer Marmorplatte als Abdeckung; er soll an einen Sarkophag erinnern, in den Jesus gebettet wurde.
Von 1954 bis 1975 stand ein nach Plänen von Architekt Gürtner angefertigtes Holzkreuz in der Kirche, das mit einem eisernen Kreuz beschlagen war. Seit 1975 ist ein hängendes gleichseitiges Holzkreuz über dem Altar befestigt, geplant von Architekt Franz Riepl aus Graz und angefertigt durch Herrn Demmel senior und Pfarrer Burghard Siede.

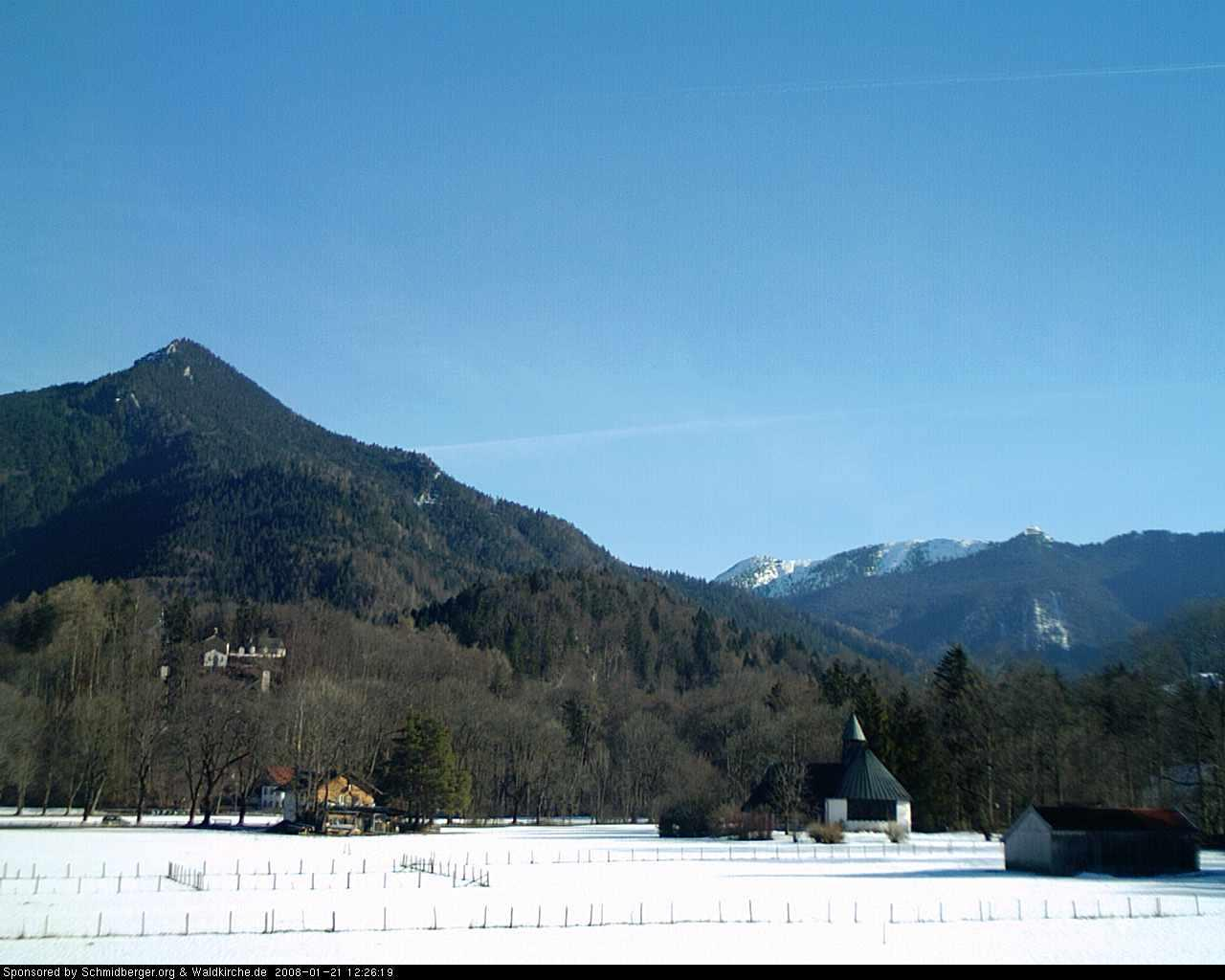
Webcam-Bild vom 21. Januar 2008 12:26 Uhr
Kirchenfenster von außen
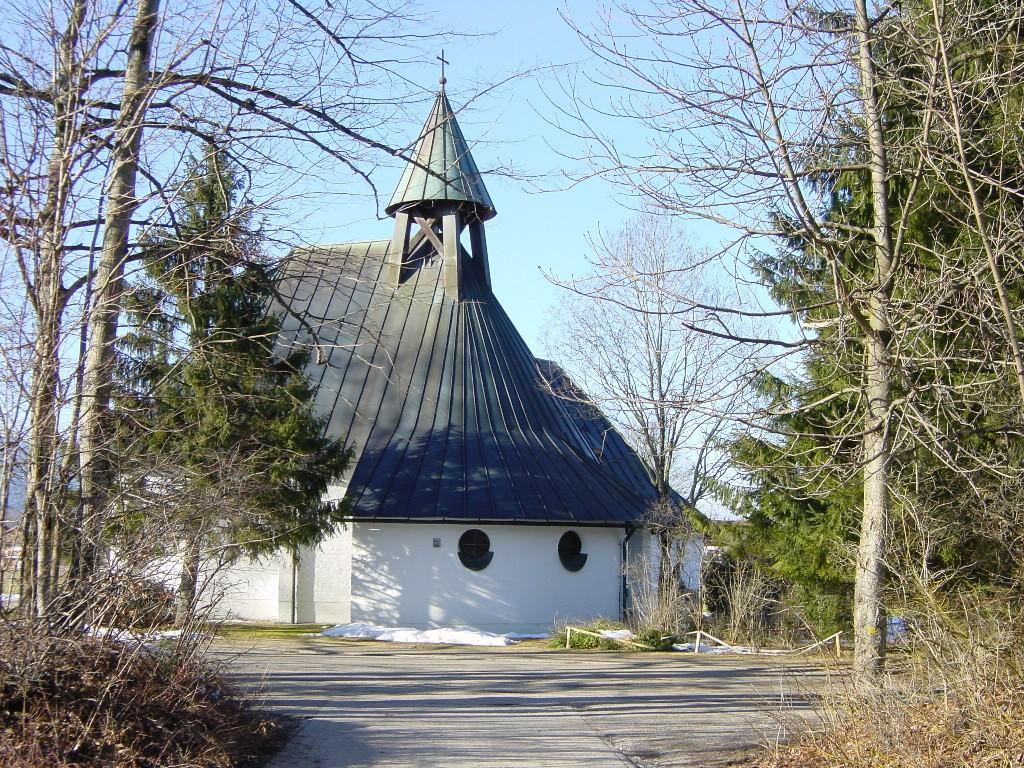
Kirche von Süden – Parkplatz und Sakristei